# Vasaloppet 2021
Vasaloppet 2021, även under benämningen Vasaloppet elit 2021, avgjordes söndagen den 7 mars 2021 mellan Berga by i Sälen och Mora och var det 97:e Vasaloppet. Tord Asle Gjerdalen segrade på rekordtiden 03:28:18.
Vasaåket 2021 var ett alternativ för dem som inte hade möjlighet att delta i Vasaloppet elit på grund av coronapandemin. Med en rad försiktighetsåtgärder i enighet med rådande riktlinjer i samhället erbjöds möjligheten att genomföra Vasaåket på plats mellan Sälen och Mora, alternativt genomföra någon av distanserna 10, 30, 45 och 90 kilometer på valfri plats.

## Loppet
Till en följd av coronapandemin hade startplatsen förflyttats till Tjärnhedens idrottsplats, mitt emot Vasaloppsstarten i Berga by på östra sidan av riksväg 66. Även målgången var förflyttad 100 meter tidigare till klockstapeln i Mora. Detta var också första gången i Vasaloppets historia som hade två starter. Damklassen startade 07:40 och herrklassen 08:00.
400 deltagare var berättigade till elitklassen varav 234 män och 71 damer gick i mål.

## Resultat

### Herrar
| Plac | Namn                 | Klubb           | Land     | Tid      |
| ---- | -------------------- | --------------- | -------- | -------- |
| 1    | Tord Asle Gjerdalen  | Kjelsås IL      | Norge    | 03:28:18 |
| 2    | Anton Karlsson       | Sockertoppen IF | Sverige  | 03:28:54 |
| 3    | Ermil Vokuev         |                 | Ryssland | 03:29:19 |
| 4    | Emil Persson         | Östersunds SK   | Sverige  | 03:29:54 |
| 5    | Ari Luusua           |                 | Finland  | 03:29:57 |
| 6    | Johan Hoel           | Åsen IL         | Norge    | 03:29:57 |
| 7    | Oskar Kardin         | Östersunds SK   | Sverige  | 03:29:59 |
| 8    | Maksim Vylegzjanin   |                 | Ryssland | 03:30:01 |
| 9    | Karstein Johaug      |                 | Norge    | 03:30:02 |
| 10   | Morten Eide Pedersen | Lillehammer SK  | Norge    | 03:30:07 |

### Damer
| Plac | Namn                     | Klubb               | Land     | Tid      |
| ---- | ------------------------ | ------------------- | -------- | -------- |
| 1    | Lina Korsgren            | Åre Längdskidklubb  | Sverige  | 03:52:08 |
| 2    | Marit Bjørgen            | Rognes IL           | Norge    | 03:52:50 |
| 3    | Ida Dahl                 | IFK Mora SK         | Sverige  | 03:57:07 |
| 4    | Thea Krokan Murud        | Søre ÅL IL          | Norge    | 03:57:24 |
| 5    | Kateřina Smutná          |                     | Tjeckien | 03:58:24 |
| 6    | Emilie Fleten            | Gol IL              | Norge    | 03:58:28 |
| 7    | Britta Johansson Norgren | Sollefteå Skidor IF | Sverige  | 04:00:12 |
| 8    | Jenny Larsson            | Östersunds SK       | Sverige  | 04:04:07 |
| 9    | Linn Sömskar             | IFK Umeå            | Sverige  | 04:04:08 |
| 10   | Sofie Elebro             | Östersunds SK       | Sverige  | 04:05:26 |

### Spurtpriser

#### Herrar
| Kontroll     | Namn                | Klubb           | Land     | Tid      |
| ------------ | ------------------- | --------------- | -------- | -------- |
| Smågan       | Anton Persson       | SK Bore         | Sverige  | 0:26:05  |
| Mångsbodarna | Emil Persson        | Östersunds SK   | Sverige  | 0:54:46  |
| Risberg      | Anton Karlsson      | Sockertoppen IF | Sverige  | 01:18:40 |
| Evertsberg   | Ermil Vokuev        |                 | Ryssland | 01:51:36 |
| Oxberg       | Tord Asle Gjerdalen | Kjelsås IL      | Norge    | 02:22:46 |
| Hökberg      | Anton Karlsson      | Sockertoppen IF | Sverige  | 02:44:14 |
| Eldris       | Ermil Vokuev        |                 | Ryssland | 03:07:21 |

#### Damer
| Kontroll     | Namn          | Klubb              | Land    | Tid      |
| ------------ | ------------- | ------------------ | ------- | -------- |
| Smågan       | Lina Korsgren | Åre Längdskidklubb | Sverige | 00:28:57 |
| Mångsbodarna | Lina Korsgren | Åre Längdskidklubb | Sverige | 01:01:28 |
| Risberg      | Lina Korsgren | Åre Längdskidklubb | Sverige | 01:28:42 |
| Evertsberg   | Lina Korsgren | Åre Längdskidklubb | Sverige | 02:05:42 |
| Oxberg       | Marit Bjørgen | Rognes IL          | Norge   | 02:41:00 |
| Hökberg      | Marit Bjørgen | Rognes IL          | Norge   | 03:04:50 |
| Eldris       | Lina Korsgren | Åre Längdskidklubb | Sverige | 03:29:19 |